# Nils Rosén
Nils Rosén (Helsingborg, 1902. május 22. – 1951. június 25.), svéd válogatott labdarúgó.
A svéd válogatott tagjaként részt vett az 1934-es világbajnokságon.